# Gran Sabana (municipalité)
Pour les articles homonymes, voir Gran Sabana.
Gran Sabana est l'une des onze municipalités de l'État de Bolívar au Venezuela. Elle est située à la limite entre le Venezuela, le Brésil et le Guyana, à environ 1 400 km de Caracas. Son chef-lieu est Santa Elena de Uairén. En 2011, la population s'élève à 28 450 habitants.

## Géographie

### Subdivisions
La municipalité est divisée en deux territoires, une seule paroisse civile et une section capitale (en italiques et suivie d'une astérisque) avec, chacune à sa tête, une capitale (entre parenthèses) :
- Ikabarú (Ikabarú) ;
- Section capitale Gran Sabana * (Santa Elena de Uairén).

### Relief
Gran Sabana est principalement occupée par un plateau situé à une altitude moyenne de 1 000 mètres, recouvert de forêt tropicale et ponctué d'énormes montagnes tabulaires appelées tepuys qui s'élèvent à la verticale de plusieurs centaines de mètres, au-dessus de la plaine environnante.
Le mont Roraima est le plus connu et le plus grand de ces tepuys, culminant à 2 810 mètres. Ces tepuys disposent, du fait de leur isolement, de leurs propres écosystèmes, très différents de la forêt tropicale environnante.

### Climat
Le climat de la région est un climat tropical avec une température de 28 °C mais pouvant descendre à 13 °C la nuit. Les plateaux des tepuys connaissent du fait de l'altitude un climat beaucoup plus froid avec des nuits glaciales.

### Démographie
La ville la plus importante de la région est Santa Elena de Uairén, chef-lieu de la municipalité, située à 5 kilomètres de la frontière entre le Venezuela et le Brésil avec une population d'environ 12 000 habitants. La région est habitée par plusieurs peuples amérindiens dont les Pemóns, qui sont les plus nombreux.

## Administration

### Liste des maires
Au Venezuela, une municipalité est dirigée par une ou un maire, alcalde en espagnol.
| Période                                  | Période | Identité            | Étiquette                      | Qualité                             |
| ---------------------------------------- | ------- | ------------------- | ------------------------------ | ----------------------------------- |
| 1989                                     | 1995    | Carlos Julio Macero | COPEI                          | 1er maire élu, réélu en 1992        |
| 1995                                     | 2000    | Victor Moret Orduz  | La Causa Radical               | 2e maire élu                        |
| 2000                                     | 2004    | Ricardo Dergado     | Tannotei                       | 3e maire élu                        |
| 2004                                     | 2017    | Manuel Valles       | MVR puis PSUV                  | 4e maire élu, réélu en 2008 et 2013 |
| 2017                                     | 2021    | Emilio González     | Independientes por el Progreso | 5e maire élu                        |
| 2021                                     | 2025    | Manuel Valles       | PSUV                           | 6e maire élu                        |
| Les données manquantes sont à compléter. |         |                     |                                |                                     |

## Environnement et tourisme
Gran Sabana est une des régions les plus spectaculaires du Venezuela dont une grande partie est englobée dans le parc national Canaima, créé en 1962.
Les principales attractions de la région sont Salto Angel, la plus haute chute d'eau du monde, ainsi que le mont Roraima, la montagne qui inspira le roman Le Monde perdu en 1912 à Arthur Conan Doyle. Le système pseudokarstique Roraima Sur - Cueva Ojos de Cristal développe plus de 15 kilomètres de galerie dans cette montagne.